# Brian Cairns
Brian Cairns (* 13. Juni 1940 in Trethomas; † 1. Oktober 1993 in Bedwas) war ein walisischer Dartspieler, der bei Turnieren der British Darts Organisation (BDO) antrat.

## Karriere
Cairns nahm zwei Mal an der BDO World Darts Championship teil. 1987 besiegte er den Weltmeister von 1983, Keith Deller in seiner ersten Partie, verlor aber im Achtelfinale gegen den Schweden Lars Erik Karlsson. 1990 kehrte er noch einmal in den Lakeside Country Club zurück und bezwang hierbei den Schotten Mike Veitch in Runde 1, musste sich im Achtelfinale jedoch erneut einem Schweden, dieses Mal in Person von Magnus Caris, geschlagen geben.
Cairns war zudem drei Mal am Winmau World Masters beteiligt. Sein bestes Abschneiden konnte er hierbei 1989 verbuchen, als er ebenfalls Mike Veitch schlug, um die Runde der letzten 32 zu erreichen. Hier verlor er dann gegen den Dänen Troels Rusel. Noch im selben Jahr fuhr Cairns seinen größten Titel ein, die British Open. Dabei besiegte er Phil Taylor im Viertelfinale und Ray Battye im Halbfinale. Im Finale bezwang er letztlich Martin Hurley, der selber den ehemaligen Weltmeister Bob Anderson und Cliff Lazarenko auf dem Weg in das Endspiel besiegt hatte.
Cairns letztes größeres Turnier waren die Welsh Open 1992. Er erreichte hierbei das Viertelfinale.
Cairns war überdies zwei Mal bei der britischen Gameshow „Bullseye“ zu Gast. Im Versuch den sogenannten „Bronze Bully“ zu gewinnen, erzielte er jeweils 340 Punkte.

## Weltmeisterschaftsresultate

### BDO
- 1987: Achtelfinale (2:3-Niederlage gegen  Lars Erik Karlsson)
- 1990: Halbfinale (0:3-Niederlage gegen  Magnus Caris)